# Die Geschichte vom Teddy, den niemand wollte
Die Geschichte vom Teddy, den niemand wollte ist ein Animationsfilm aus dem Jahre 2000.

## Handlung
Dem kleinen Stoffbären namens „Teddy Tangy“ wurde in einer Spielzeugfabrik sein Mund falsch herum aufgenäht. Kein Kind der Welt möchte einen Teddy besitzen, der nicht lächelt. Und so landet er während der Weihnachtszeit in Mr. Winkles Trödelladen. Doch dort ist er mit seinem „Problem“ nicht alleine. Es gibt einen Schachtelteufel, der Platzangst hat, und eine Uhr, aus der sich der Kuckuck nicht heraustraut. Schließlich freunden sie sich an, sehen sich aber auch vielen Gefahren gegenüber, denn ein Hund macht ihnen ihre Anwesenheit nicht einfach.

## Internationale Titel
- USA: The Tangerine Bear: Home in Time for Christmas!
- Spanien: El osito tangerine
- Italien: Pilù, l’orsacchiotto con il sorriso all’ingiù
- Niederlande: Tangie, het mandarijnen beertje
- Ungarn: Plüssmaci kalandjai
- Frankreich: L'ours Mandarine
- Tschechien: Méďa Pusinka
- Portugal: O Ursinho Laranjinha
- Kanada (Französisch): L'ourson Tangerine

## Ausstrahlung
Die Erstausstrahlung des Films fand in den USA am 3. Dezember 2000 statt. In Deutschland wurde er erstmals am 7. Dezember 2001, also ein Jahr nach der Uraufführung, gesendet. Der Film hat keine offizielle Altersbeschränkung; jedoch wird ein Alter von mindestens fünf Jahren empfohlen.
Auf Joyn ist der Film kostenlos abrufbar.
Die Fassung auf der deutschen DVD ist um etwa 12 Minuten gekürzt, wohingegen die Fassung auf der deutschen VHS vollständig war.

## Synchronisation
Die deutsche Synchronisation entstand nach einem Dialogbuch von Tom Deininger unter seiner Dialogregie im Auftrag der Blackbird Music GmbH in Berlin.
| Rolle            | Englischer Sprecher    | Deutscher Sprecher |
| ---------------- | ---------------------- | ------------------ |
| Mr. Winkle       | Tom Bosley             |                    |
| Lorelei          | Jenna Elfman           | Ranja Bonalana     |
| Dolly            | Clea Montville         | Victoria Sturm     |
| Jack             | Howie Mandel           | Jörg Hengstler     |
| Bird             | David Hyde Pierce      | Santiago Ziesmer   |
| Tangie           | Jonathan Taylor Thomas | Tobias Müller      |
| Louie Blue       | Marlon Wayans          | Hans Hohlbein      |
| Theodore         | David L. Lander        | Jan Spitzer        |
| Virgil, der Hund | Jon Polito             | Tom Deininger      |
| Narrator         | Trisha Yearwood        | Viola Sauer        |

## Kritik
Cinema schrieb, das Zeichentrickabenteuer sei eine „warmherzige Story mit der Botschaft: Man ist besonders, wenn man anders ist.“ Das passende Fazit lautete: „Knuffige Lektion für unsere Knirpse“.